# Sindhu Gulati
Sindhu Gulati (* um 1970) ist eine indische Badmintonspielerin. 

## Karriere
Sindhu Gulati gewann 1991 und 1992 zwei nationale indische Titel im Mixed gemeinsam mit Harjeet Singh. 1993, 1994 und 1997 siegte sie im Damendoppel. Die ersten beiden Titel davon erkämpfte sie mit Nancy Keith, den letzten mit Madhumita Bisht.

## Sportliche Erfolge
| Saison | Veranstaltung                 | Disziplin   | Platz | Name                            |
| ------ | ----------------------------- | ----------- | ----- | ------------------------------- |
| 1991   | Indien: Einzelmeisterschaften | Mixed       | 1     | Harjeet Singh / Sindhu Gulati   |
| 1992   | Indien: Einzelmeisterschaften | Mixed       | 1     | Harjeet Singh / Sindhu Gulati   |
| 1993   | Indien: Einzelmeisterschaften | Damendoppel | 1     | Nancy Keith / Sindhu Gulati     |
| 1994   | Indien: Einzelmeisterschaften | Damendoppel | 1     | Nancy Keith / Sindhu Gulati     |
| 1997   | Indien: Einzelmeisterschaften | Damendoppel | 1     | Madhumita Bisht / Sindhu Gulati |